# Malaxis chica
Malaxis chica là một loài thực vật có hoa trong họ Lan. Loài này được Todzia mô tả khoa học đầu tiên năm 1995.